# Пиорковски, Александер
Александер Бернхард Ганс Пиорковски или Алекс Пиорковски (нем. Alexander Bernhard Hans Piorkowski; 11 октября 1904, Бремен, Германская империя — 22 октября 1948, Ландсбергская тюрьма) — штурмбаннфюрер СС, комендант концлагеря Дахау.

## Биография
Александер Пиорковски родился 11 октября 1904 года в Бремене. Выучился на механика, в 1920-е годы работал коммивояжёром.
1 июня 1929 года вступил в Штурмовые отряды (СА), а 1 ноября 1929 года — в НСДАП (билет № 161437). 1 июня 1933 года перешёл из СА в ряды СС (№ 8737). 20 июля 1935 года возглавил штандарт СС в Бремене, а год спустя — штандарт СС в Алленштайне. По состоянию здоровья он был снят с должности 19 сентября 1936 года.
С июля по декабрь 1937 года был исполняющим обязанности комендантом лагеря Лихтенбург и после преобразования этого лагеря в женский концентрационный до августа 1938 года заместителем коменданта Гюнтера Тамашке. В начале августа 1938 года был переведён в концлагерь Дахау, где был шуцхафтлагерфюрером. С февраля 1940 и до середины сентября 1942 года занимал пост коменданта концлагеря Дахау. Из-за обвинений в коррупции покинул пост и 31 августа 1943 года в связи с непригодностью к службе в войсках СС в тот же день был исключён из СС.
По окончании войны проходил обвиняемым вместе со своим адъютантом Гейнцем Детмерсом на одном из последующих процессов по делу о преступлениях в концлагере Дахау, проводимом американским трибуналом с 6 по 17 января 1947 года. Пунктами обвинения были: преступления против 
человечества и избиение заключённых концлагеря Дахау. Пиорковски был приговорён к смертной казни. После пересмотра приговора и тщетного прошения о помиловании он был повешен 22 октября 1948 года в Ландсбергской тюрьме.